# ГЕС Ренун
ГЕС Ренун — гідроелектростанція в Індонезії на острові Суматра. Використовує ресурс із річки Ренун, яка дренує західний схил хребта Букіт-Барісан та впадає до Індійського океану.
Для створення гідроенергетичної схеми з великим напором організували деривацію ресурсу із Ренун на інший, східний бік вододільного хребта Суматри. Захоплений із річки та 11 її приток ресурс транспортується по тунельній системі довжиною 24,2 км (враховуючи бічні відгалуження до водозаборів) з діаметром основної частини 3,3 метри (ділянка до водозаборів № 10 та № 11 має менший діаметр 2,5 метра). Можливо відзначити, що під час будівництва почався неочікувано великий приток до дериваційного тунелю води з оточуючих порід, що змусило змінити метод кріплення стінок та затримало завершення проекту на 5 років.
В системі станції також працюють запобіжний балансувальний резервуар висотою 58 метрів з діаметром 8 метрів та регулююче водосховище з об'ємом 0,5 млн м3. Завершальною ланкою траси є напірний водовід довжиною 0,85 км зі спадаючим діаметром від 3,3 до 2 метрів, який розгалужується на два діаметром по 1,2 метра.
У підсумку вода надходить до машинного залу, розташованого на березі озера Тоба — найбільшої внутрішньої водойми Індонезії, яка річкою Асахан дренується до Малаккської протоки (з'єднує Андаманське та Південнокитайське моря). Основне обладнання станції становлять дві турбіни типу Френсіс потужністю по 42 МВт, котрі при напорі у 435 метрів забезпечують виробництво 314 млн кВт-год електроенергії на рік. Крім того, подача додаткового ресурсу в озеро Тоба збільшує виробіток станцій каскаду на Асахані (ГЕС Асахан 1 та інші).
Можливо відзначити, що на Суматрі реалізовано кілька проектів з деривації ресурсу під вододільним хребтом Букіт-Барісан, при цьому два інші — ГЕС Сінгкарак та ГЕС Мусі — здійснюють перекидання води у протилежному напрямку, зі сходу на захід.